# Gramatneusiedl
Gramatneusiedl est une commune autrichienne du district de Bruck an der Leitha en Basse-Autriche.

## Géographie

Gramat-Neusiedl vers 1873 (Aufnahmeblatt der Landesaufnahme)

Gramatneusiedl se situe dans la région de Basse-Autriche au sud de Vienne sur la rivière Fischa. La superficie du bourg couvre 6,75 kilomètres carrés, 70 pour cent sont des terres agricoles, 11 pour cent des jardins et 3 pour cent de la superficie sont boisés.

### Structure de la congrégation
La seule communauté cadastrale et le village de Gramatneizidl. Le seul autre endroit est Mitterndorf an der Fisch tout au sud, qui s'est développé directement avec la commune de Mitterndorf an der Fisch.
Les districts de recensement de la communauté sont Gramatnoyzidl Nord (la ville de Gramatnoyzidl) et Gramatnoyzidl-Southern (villes le long de la Bahnhofstrasse, Marienthal et Mitterndorf).

## Histoire
Originellement, la ville faisait partie de la Pannonie. En 1120, le lieu fut mentionné pour la première fois dans un document sous le nom de Gezenniusidelen.
Jusqu'en 1520 environ, Gramatneusiedl appartenait à plusieurs familles dirigeantes (Laaer, Ebersdorfer, Ladendorfer), à la famille patricienne viennoise Tirna et depuis 1398 également au chapitre métropolitain (chapitre de la cathédrale de Vienne) de Saint-Étienne. De 1520 à 1840, le domaine de Gramatneusiedl était la propriété exclusive du chapitre métropolitain de Vienne, à l'exception de 1621 à 1668 (Bonacina, depuis 1642 Hartmann V Prince de Lichtenstein). La ville fut dévastée en 1529 et 1683 par les deux guerres turques et en 1704 par les Kuruzzi.
En 1751, l'ancien moulin de l'atelier a été rénové par Ignaz Osmann, qui a fait construire un deuxième moulin (Theresienmühle) entre 1771 et 1774. À partir de 1820, cette Theresienmühle a été agrandie pour devenir la première usine textile de Marienthal. En 1846, la ligne ferroviaire Vienne — Bruck an der Leitha (aujourd'hui Ostbahn) fut mise en service.
En 1840, la Communauté a acheté 60 000 Gulden la règle nationale de la section de la cathédrale viennoise et a depuis appelé "Communauté libre gramatneusiedl".
En 1929, une usine textile de Marienthal, partie de la ville de Gramatneusiedl ferme. Cette fermeture engendra une vague de chômage dans la ville, donnant lieu à une enquête de Marie Jahoda et Hans Zeisel sous la direction de  Paul Lazarsfeld sur les conséquences du Chômage, les Chômeurs de Marienthal.
Après l'annexion de l'Autriche au Troisième Reich en 1938, la ville est devenue une partie du Troisième Reich nouvellement crée .
District de Schwechat intégré au Grand Vienne. La municipalité est redevenue indépendante en 1954 lorsqu'elle a été séparée de Vienne. Elle se situait dans le district de Wien-Umgebung de 1954 à 2016.